# Smittia tschernovskyi
Smittia tschernovskyi är en tvåvingeart som först beskrevs av Alexander S. Konstantinov 1952.  Smittia tschernovskyi ingår i släktet Smittia och familjen fjädermyggor. Inga underarter finns listade i Catalogue of Life.